# Виршило
Вирши́ло (болг. Вършило) — село в Бургаській області Болгарії. Входить до складу громади Созопол.

## Населення
За даними перепису населення 2011 року у селі проживали 112 осіб, усі — болгари.
Розподіл населення за віком у 2011 році:
Динаміка населення: